# Ashes of Time
Ashes Of Time, alternativer deutscher Titel „Die verlorene Zeit“, (Originaltitel chinesisch 東邪西毒 / 东邪西毒, Pinyin Dōngxié Xīdú, W.-G. Dung che sai duk, Jyutping Dung1ce4 Sai1duk6) ist ein chinesischer Wuxia-Film des Regisseurs Wong Kar-Wai. Es handelt sich dabei um den ersten Abstecher des Regisseurs in das Martial-Arts-Genre.
Der Film basiert lose auf den Figuren in Jin Yongs Werk Legend of the Condor Heroes.

## Handlung
Mitten in der Wüste lebt ein Mann namens Ouyang Feng, der dort ein Wirtshaus betreibt. Das Lokal fungiert als „Marktplatz“ für Schwertkämpfer und Personen, die Mordaufträge erteilen möchten – die beiden Personengruppen werden dort zusammengeführt. Das Wirtshaus wird von vielen fragwürdigen Gestalten besucht. Eine davon ist Huang Yaoshi, der einen magischen Wein entdeckt hat; er soll die Vergangenheit vergessen lassen. Huang verspricht Murong Yin, ihre Schwester Murong Yang zu heiraten. Als er dies aber nicht tut, heuert Murong Yin Ouyang an, um Huang zu töten. Ihre Schwester Murong Yang allerdings beauftragt Ouyang, um Huang zu beschützen. Dies kann als schizophren bezeichnet werden, da Murong Yang und Murong Yin in Wirklichkeit dieselbe Person sind.
Andere, hiervon unabhängige Erzählstränge wechseln sich ab. In einem werden Ouyangs Bemühungen dargestellt, eine Pferdediebebande zu eliminieren. Er verbündet sich mit einem weiteren Schwertkämpfer, der langsam erblindet und nach Hause möchte, um ein letztes Mal seine Frau zu sehen. Als dieser Schwertkämpfer getötet wird, trifft Ouyang einen weiteren, der ungern Schuhe trägt. Ouyang schickt diesen Mann den Pferdedieben hinterher – dieses Mal mit Erfolg.

## Auszeichnungen (Auswahl)
Fant-Asia Film Festival 1997
- Bester Asiatischer Film (3. Platz)

Golden Horse Film Festival 1994
Golden Horse Award
- Beste Kameraführung für Christopher Doyle
- Bester Schnitt für Kit-Wai Kai und Patrick Tam

Hong Kong Film Awards 1995
Hong Kong Film Award
- „Best Art Direction“, William Chang
- „Best Cinematography“, Christopher Doyle
- „Best Costume & Make Up Design“, William Chang

Nominiert
- Beste Action-Choreografie, Sammo Hung
- Beste Regie, Wong Kar-Wai
- „Best Film Editing“, Patrick Tam und Kit-Wai Kai
- „Best Original Film Score“, Frankie Chan
- Beste Kamera
- Bestes Drehbuch, Wong Kar-Wai

Hong Kong Film Critics Society Awards 1995
- Beste Regie, Wong Kar-Wai
- Bester Film
- Bestes Drehbuch, Wong Kar-Wai

Internationale Filmfestspiele von Venedig 1994
Internationale Filmfestspiele von Venedig
- Beste Kamera, Christopher Doyle

## Redux-Version
Im Frühjahr 2008 stellte Regisseur Wong Kar-Wai eine „Redux“-Version des Films vor. Premiere war im Mai 2008 bei den Internationalen Filmfestspielen von Cannes. Es folgten weitere Vorführungen beim Shanghai International Film Festival im Juni und beim Toronto Film Festival im September 2008.
In dieser neuen Version wurde der Soundtrack nahezu komplett ersetzt, zudem wurden Szenen ausgetauscht bzw. ergänzt oder herausgeschnitten.

## Synchronisation
Es gibt zwei deutsche Synchronfassungen des Films. Die erste Synchronisation zum Kinofilm und die zweite zur Redux-Version. Die zweite Synchronisation zur Redux-Version entstand 2008 bei Splendid Synchron GmbH in Köln. Klaus Terhoeven verfasste das Dialogbuch für die Redux-Version und führte hierbei auch die Dialogregie.
| Rolle                    | Darsteller          | Synchronsprecher             | Synchronsprecher     |
| Rolle                    | Darsteller          | ursprüngliche Version (1994) | Redux-Version (2008) |
| ------------------------ | ------------------- | ---------------------------- | -------------------- |
| blinder Schwertkämpfer   | Tony Leung Chiu-wai | –                            | Heiko Obermöller     |
| Hong Qigong              | Jacky Cheung        | –                            | Philipp Schepmann    |
| Hong Qigongs Frau        | Li Bai              | –                            | –                    |
| Huang Yaoshi             | Tony Leung Ka-fai   | –                            | Fabian Körner        |
| junges Mädchen           | Charlie Yeung       | –                            | Yara Blümel          |
| Murong Yin / Murong Yang | Brigitte Lin        | –                            | Simona Pahl          |
| Ou-yang Feng             | Leslie Cheung       | –                            | Simon Roden          |
| Ouyang Fengs Schwägerin  | Maggie Cheung       | –                            | Brit Gülland         |
| Peach Blossom            | Carina Lau          | –                            | Fabienne Hesse       |